# Кубок ірландської ліги з футболу 2015
Кубок ірландської ліги 2015 — 42-й розіграш Кубка ірландської ліги. Переможцем втретє став Сент-Патрікс Атлетік.

## Перший раунд
Жеребкування відбулось 10 лютого 2015 року.
| Команда 1           | Рахунок | Команда 2      |
| ------------------- | ------- | -------------- |
| 9 березня 2015      |         |                |
| Голвей Юнайтед      | 3:2     | Фінн Гарпс (2) |
| ЮКД (2)             | 0:1     | Кабінтілі (2)  |
| 10 березня 2015     |         |                |
| Богеміан            | 3:0     | Атлон Таун (2) |
| Дрогеда Юнайтед     | 0:1     | Шелбурн (2)    |
| Слайго Роверз (2)   | 8:0     | Мейо Ліга (7)  |
| Вексфорд Ютс (2)    | 1:2     | ЮКК (3)        |
| Ков Рамблерс (2)    | 3:2 дч  | Лімерик        |
| Крамлін Юнайтед (3) | 4:2     | Брей Вондерерз |

## Другий раунд
Жеребкування відбулось 18 березня 2015 року.
| Команда 1             | Рахунок | Команда 2            |
| --------------------- | ------- | -------------------- |
| 6 квітня 2015         |         |                      |
| Вотерфорд Юнайтед (2) | 0:2     | Корк Сіті            |
| Слайго Роверз (2)     | 0:2 дч  | Деррі Сіті           |
| Голвей Юнайтед        | 4:2     | Кокгілл Селтік (3)   |
| Кабінтілі (2)         | 0:2     | Шемрок Роверс        |
| 7 квітня 2015         |         |                      |
| Дандолк               | 1:0     | Шелбурн (2)          |
| Богеміан              | 3:1     | Лонгфорд Таун        |
| Крамлін Юнайтед (3)   | 1:4     | Сент-Патрікс Атлетік |
| ЮКК (3)               | 3:2     | Ков Рамблерс (2)     |

## Чвертьфінали
Жеребкування чвертьфіналів та півфіналів проводилось 15 квітня 2015 року.
| Команда 1      | Рахунок         | Команда 2            |
| -------------- | --------------- | -------------------- |
| 18 травня 2015 |                 |                      |
| ЮКК (3)        | 0:5             | Дандолк              |
| Голвей Юнайтед | 1:0 дч          | Богеміан             |
| 19 травня 2015 |                 |                      |
| Корк Сіті      | 1:1 дч пен. 3:5 | Сент-Патрікс Атлетік |
| Деррі Сіті     | 0:1             | Шемрок Роверс        |

## Півфінали
| Команда 1      | Рахунок         | Команда 2            |
| -------------- | --------------- | -------------------- |
| 3 серпня 2015  |                 |                      |
| Шемрок Роверс  | 0:0 дч пен. 2:4 | Сент-Патрікс Атлетік |
| Голвей Юнайтед | 0:0 дч пен. 4:2 | Дандолк              |

## Фінал
| 19 вересня 2015 19:05 (CET) |

| Голвей Юнайтед | 0:0 дч | Сент-Патрікс Атлетік |
| -------------- | ------ | -------------------- |
|                |        |                      |

| Ейман Дейсі Парк, Голвей Глядачів: 3662 Арбітр: Пол Маклауфін |

|                                            |     | Пенальті                              |  |
| Коннолі · Кіган · Волш · Горган · О'Коннел | 3:4 | Бірн · Чамберс · Фаган · Моріс · Гоер |  |